# Abbey Road
Abbey Road — дванадцятий студійний альбом рок-гурту The Beatles. Хоча він передував альбому Let It Be, це був їх останній спільний запис. Саме тому він розглядається багатьма як лебедина пісня групи. Альбом вийшов 26 вересня 1969 року у Великій Британії і 1 жовтня 1969 в США. Продюсером і керуючим запису альбому був Джордж Мартін. Також брали участь: Джефф Емерик — інженер, і Тоні Бенкс — робота із плівкою.

## Історія створення альбому
Після вкрай невдалих сесій запису запланованого до випуску альбому Get Back (пізніше перейменованого в Let It Be), Пол Маккартні запропонував продюсеру Джорджу Мартіну зібратися всім разом і записати альбом «як у старі часи … як це було раніше», без тих чвар, які почалися з запису альбому The Beatles (відомий також як White Album). Мартін погодився, за умови що все буде «так, як було раніше», і кінцевим результатом став саме цей альбом. Проте зміни в звичайний процес запису альбому все ж внесли: тепер той бітл, якому належала ідея пісні, обирав як саме записати композицію, а інші учасники групи використовувалися як допоміжні музиканти. Дві сторони платівки відрізняються за звучанням. Перша сторона є зібранням окремих пісень, друга являє собою тривалу сюїту, що складається з великого числа відносно коротких пісень (в основному написаних Полом Маккартні). 20 серпня 1969 всі чотири музиканти в останній раз працювали разом; цього дня була завершена обробка пісні «I Want You (She's So Heavy)». 20 вересня, за 6 днів до виходу альбому, Леннон оголосив решті учасників групи про свій відхід, але до широкої публіки цю інформацію вирішили поки не доводити. «Come Together», перша пісня альбому, задумана Джоном Ленноном як політичне об'єднувальне гасло для психолога та ЛСД-гуру Тімоті Лірі і його кампанії проти губернатора Каліфорнії Рональда Рейгана. Лірі та його дружина Розмарі приїхали в Монреаль на акцію Джона і Йоко Оно «У ліжку за мир», яка проходила 1 червня 1969. Вони брали участь у записі пісні «Give Peace a Chance», і обидва були згадані в тексті. Наступного дня Леннон запропонував допомогти Лірі з його передвиборчою кампанією. Його слоганом було «Come together, join the party». Леннон надіслав Лірі демо з деяким ідеями для пісні. Однак Лірі посадили у в'язницю за зберігання марихуани, і його кампанія на цьому закінчилася. У підсумку Леннон отримав можливість завершити пісню разом з The Beatles.

## Обкладинка
Широку популярність здобула обкладинка, на якій бітли сфотографовані такими, що переходять вулицю Еббі-роуд. Фотосесія відбулася 8 серпня 1969. Фотограф Іена Макміллана мав десять хвилин, щоб зробити знімок: цю ділянку вулиці спеціально перекрила поліція, тому що вже в ті часи Еббі-роуд була однією з найжвавіших у Лондоні. Макміллан знімав групу зі сходів і зробив шість знімків, один з яких і потрапив на обкладинку.
Широку популярність здобув навіть випадковий перехожий-роззява (Пол Коул, житель штату Флорида), що потрапив в об'єктив фотоапарата, перебуваючи на канікулах в Лондоні. Пізніше він говорив, що тоді музиканти здалися йому схожими на божевільних. Сам же Пол Коул знайшов себе на обкладинці альбому через кілька років, і йому довелося переконувати своїх родичів в тому, що це був саме він, а не хтось інший. Машина «Фольксваген Жук» (нім.-англ. Volkswagen Beetle) з номером LMW281F, що стоїть неподалік від переходу, належала жителю одного з сусідніх будинків. Після виходу альбому табличку з номером неодноразово викрадали. У 1986 році машину продано на аукціоні «Сотбі» американському колекціонерові за 2530 британських фунтів.
Фотографія на обкладинці розглядалася як один з «доказів» загибелі Пола Маккартні і заміни його на двійника. Вся композиція сприймалася прихильниками цієї теорії як символічне зображення «похорону Маккартні», оскільки він зображений з закритими очима, босим і йде не в ногу з іншими. Крім того, в його правій руці (незважаючи на те, що Пол — лівша) є сигарета (існує вираз «сигарета — цвях від гробу»). У 1993 році Маккартні випустив концертний альбом «Paul Is Live», обкладинка якого пародіювала як обкладинку «Abbey Road», так і «знайдені» на ній «докази» його смерті.
У 2011 році обкладинка альбому посіла 26-е місце в списку найкращих обкладинок альбомів усіх часів, на думку читачів інтернет-видання Music Radar.

## Список композицій
Всі пісні написані Ленноном-Маккартні за винятком означених.
| Перша сторона | Перша сторона                    | Перша сторона | Перша сторона |
| #             | Назва                            | Вокал         | Тривалість    |
| ------------- | -------------------------------- | ------------- | ------------- |
| 1.            | «Come Together»                  | Леннон        | 4:20          |
| 2.            | «Something» (Джордж Гаррісон)    | Гаррісон      | 3:03          |
| 3.            | «Maxwell's Silver Hammer»        | Маккартні     | 3:27          |
| 4.            | «Oh! Darling»                    | Маккартні     | 3:26          |
| 5.            | «Octopus's Garden» (Рінго Старр) | Старр         | 2:51          |
| 6.            | «I Want You (She's So Heavy)»    | Леннон        | 7:47          |

| Друга сторона | Друга сторона                             | Друга сторона                       | Друга сторона |
| #             | Назва                                     | Вокал                               | Тривалість    |
| ------------- | ----------------------------------------- | ----------------------------------- | ------------- |
| 1.            | «Here Comes the Sun» (Джордж Гаррісон)    | Harrison                            | 3:05          |
| 2.            | «Because»                                 | Леннон, Маккартні і Гаррісон        | 2:45          |
| 3.            | «You Never Give Me Your Money»            | Маккартні                           | 4:02          |
| 4.            | «Sun King»                                | Леннон, Маккартні і Гаррісон        | 2:26          |
| 5.            | «Mean Mr. Mustard»                        | Леннон                              | 1:06          |
| 6.            | «Polythene Pam»                           | Леннон                              | 1:12          |
| 7.            | «She Came in Through the Bathroom Window» | Маккартні                           | 1:57          |
| 8.            | «Golden Slumbers»                         | Маккартні                           | 1:31          |
| 9.            | «Carry That Weight»                       | Маккартні, Леннон, Гаррісон і Старр | 1:36          |
| 10.           | «The End»                                 | Маккартні                           | 2:05          |
| 11.           | «Her Majesty»                             | Маккартні                           | 0:23          |
| 47:02         |                                           |                                     |               |